# Левентина
Левентина (итал. Distretto di Leventina) — округ в Швейцарии. Центр округа — коммуна Файдо.
Округ входит в кантон Тичино. Занимает площадь 489,55 км². Население 9007 человек.
Расположен в одноимённой долине.

## Районы и коммуны
В состав округа входят 4 района (итал. Circolo), которые включают 10 коммун.
| Герб | Коммуна         | Оригинальное название | Население (2019) | Площадь (2016) | Район    |
| ---- | --------------- | --------------------- | ---------------- | -------------- | -------- |
|      | Айроло          | Airolo                | 1481             | 94,35          | Айроло   |
|      | Бедретто        | Bedretto              | 106              | 75,18          | Айроло   |
|      | Файдо           | Faido                 | 2889             | 132,59         | Файдо    |
|      | Бодио           | Bodio                 | 968              | 6,48           | Джорнико |
|      | Джорнико        | Giornico              | 833              | 94,35          | Джорнико |
|      | Персонико       | Personico             | 331              | 38,87          | Джорнико |
|      | Полледжо        | Pollegio              | 799              | 5,96           | Джорнико |
|      | Дальпе          | Dalpe                 | 171              | 14,55          | Куинто   |
|      | Прато-Левентина | Prato (Leventina)     | 409              | 16,82          | Куинто   |
|      | Куинто          | Quinto                | 1020             | 75,21          | Куинто   |
|      | Итого (10)      | Итого (10)            | 9007             | 489,55         | (4)      |

Изменения (с 2012 года):
- 1 апреля 2012 года коммуны Кальпьонья, Кампелло, Киронико, Майренго, Оско, Анцонико и Каваньяго были присоединены к коммуне Файдо.
- 10 апреля 2016 года коммуна Собрио была присоединена к коммуне Файдо.